# Xã Hayes, Quận Reno, Kansas
Xã Hayes (tiếng Anh: Hayes Township) là một xã thuộc quận Reno, tiểu bang Kansas, Hoa Kỳ. Năm 2010, dân số của xã này là 79 người.